# Brevipalpus alni
Brevipalpus alni är en spindeldjursart som beskrevs av De Leon 1960. Brevipalpus alni ingår i släktet Brevipalpus och familjen Tenuipalpidae. Inga underarter finns listade.